# 艾克斯莱班
艾克斯莱班（法語：Aix-les-Bains，法語發音：[ɛks le bɛ̃] ⓘ），法国东部城市，奥弗涅-罗讷-阿尔卑斯大区萨瓦省的一个市镇，隶属于尚贝里区，其市镇面积为12.62平方公里，2022年1月1日时人口数量为32,175人，是该省人口第二多的市镇，仅次于省会尚贝里，在法国城市中排名第278位。
艾克斯莱班位于萨瓦省西北部，布尔歇湖东岸，因当地的温泉水疗而闻名，在古罗马时期就已出现城镇，近代因旅游业而吸引了大量人口，出现了大批游客接待设施及赌场，现代则成为一个综合性的区域经济中心，法国大型建筑集团莱昂·格罗斯总部设于此地。艾克斯莱班也是重要的交通枢纽，两条干线铁路和多条公路在此交汇。

## 地名来源

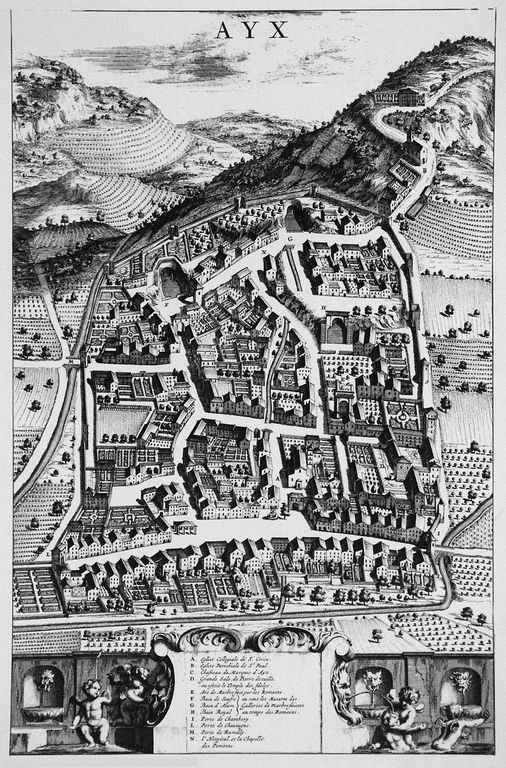
1764年的艾克斯莱班

“艾克斯”（Aix）一名来源于拉丁语单词，古法语中写作“Ais”，意为“水”或“泉水”，可能与当地的自然景观有关，此处“艾克斯”的来源与法国南部城市普罗旺斯地区艾克斯当中的“艾克斯”相同。
“莱班”（-les-Bains）则是法语中的一个常见地名后缀，意为“温泉”。

## 历史
艾克斯莱班是萨瓦地区建成历史最长的城市之一，古典时期为阿洛布罗基人的活动范围。公元一世纪，罗马人入侵高卢，并在布尔歇湖东岸修建阿夸埃城，将其作为一处重要的水疗中心，成为现代艾克斯莱班的城市前身。此后，艾克斯莱班的行政地位逐渐被尚贝里代替。中世纪中期，艾克斯莱班长期为萨瓦公国的一处封建领地；中世纪末期，塞塞勒家族统治了艾克斯莱班，并在此修建家族宅邸。当地人口数量突破一千，并出现了城郊居民区。在15世纪的反抗盐税的起义中，艾克斯莱班城堡被烧毁，至16世纪末得以重建。1739年4月9日，艾克斯莱班遭遇了一场大火，当地超过半数的居民建筑被毁。其重建工程由萨丁国王维托里奥·阿梅迪奥三世主持。法国大革命后，艾克斯莱班成为萨瓦省的一个市镇。1815年，拿破仑在滑铁卢遭遇战败，根据同年签订的《巴黎条约》，艾克斯莱班及所在的萨瓦被划入萨丁王国。1860年，为取得拿破仑三世的支持，根据《都灵条约》，萨瓦重归法国。此后，连接艾克斯莱班的屈洛兹－莫达讷和艾克斯莱班－阿讷马斯两条铁路建成通车，艾克斯莱班成为萨瓦地区重要的铁路枢纽。连接艾克斯莱班与勒瓦尔山的齿轮铁路在1892至1937年间运行。20世纪初，随着旅游业的发展，艾克斯莱班附近出现了大批的疗养中心，当地人口数量逐年增加。1955年，摩洛哥独立谈判曾在此举行。

## 地理

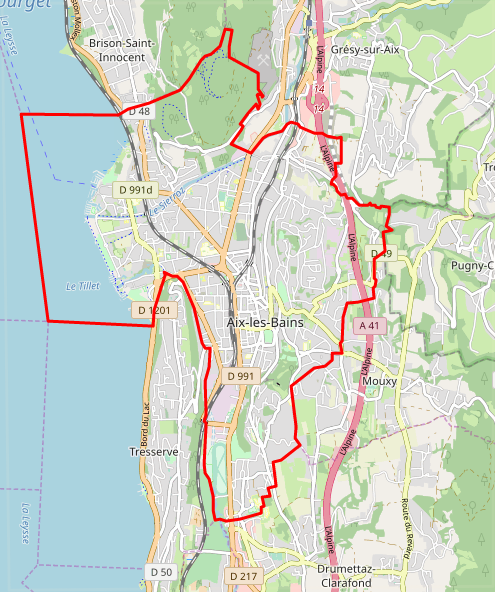
艾克斯莱班市镇范围地图

艾克斯莱班位于法国东部，奥弗涅-罗讷-阿尔卑斯大区东部和萨瓦省西北部，距离省会尚贝里大约16公里。与艾克斯莱班接壤的市镇包括：布里松-圣伊诺桑、拉沙佩勒迪蒙迪沙、德吕梅塔-克拉拉丰、格雷西叙艾克斯、穆克西、皮尼-沙特诺、特雷塞尔沃、滨湖维维耶、布尔多。

### 地形
艾克斯莱班位于勒瓦爾山西侧，属于阿尔卑斯山的博日山脈，境内以浅丘和山地为主，地势自西向东抬升，全境海拔在224到524米之间。

### 水文
艾克斯莱班位于布尔歇湖东岸，老城区距离湖岸约500米，而自20世纪中后期以来，沿湖地带亦出现大批居民建筑，使得艾克斯莱班成为一座完全滨湖的城市。此外谢罗河自东向西流经艾克斯莱班市区北部并注入布尔歇湖，属于罗讷河流域。

### 植被
艾克斯莱班属于温带落叶林区，其东侧为博日山区域自然公园。艾克斯莱班市区内的主要绿地公园包括温泉花谷公园（Parc floral des Thermes）、维达尔树林公园（Parc du Bois Vidal）等，滨湖地带亦有大片天然树林分布，并建有步行绿道，常年免费向公众开放。

### 气候
艾克斯莱班在柯本气候分类法中属于带有温带海洋性气候特征的山地气候，当地年温差较大，冬季常降雪。
艾克斯莱班气象站距离市区直线距离大约7公里，以下为该气象站的数据：
| 艾克斯莱班1981年－2019年 | 艾克斯莱班1981年－2019年 | 艾克斯莱班1981年－2019年 | 艾克斯莱班1981年－2019年 | 艾克斯莱班1981年－2019年 | 艾克斯莱班1981年－2019年 | 艾克斯莱班1981年－2019年 | 艾克斯莱班1981年－2019年 | 艾克斯莱班1981年－2019年 | 艾克斯莱班1981年－2019年 | 艾克斯莱班1981年－2019年 | 艾克斯莱班1981年－2019年 | 艾克斯莱班1981年－2019年 | 艾克斯莱班1981年－2019年 |
| 月份                     | 1月                      | 2月                      | 3月                      | 4月                      | 5月                      | 6月                      | 7月                      | 8月                      | 9月                      | 10月                     | 11月                     | 12月                     | 全年                     |
| ------------------------ | ------------------------ | ------------------------ | ------------------------ | ------------------------ | ------------------------ | ------------------------ | ------------------------ | ------------------------ | ------------------------ | ------------------------ | ------------------------ | ------------------------ | ------------------------ |
| 历史最高温 °C（°F）      | 17.9 (64.2)              | 20.7 (69.3)              | 25.1 (77.2)              | 29.5 (85.1)              | 32.7 (90.9)              | 36.1 (97.0)              | 38.8 (101.8)             | 38.8 (101.8)             | 32 (90)                  | 29 (84)                  | 23.3 (73.9)              | 22.7 (72.9)              | 38.8 (101.8)             |
| 平均高温 °C（°F）        | 5.8 (42.4)               | 7.9 (46.2)               | 12.6 (54.7)              | 16.3 (61.3)              | 20.8 (69.4)              | 24.6 (76.3)              | 27.4 (81.3)              | 26.6 (79.9)              | 22 (72)                  | 16.7 (62.1)              | 10.1 (50.2)              | 6.4 (43.5)               | 16.4 (61.5)              |
| 日均气温 °C（°F）        | 2.2 (36.0)               | 3.6 (38.5)               | 7.4 (45.3)               | 10.7 (51.3)              | 15.2 (59.4)              | 18.7 (65.7)              | 21 (70)                  | 20.4 (68.7)              | 16.5 (61.7)              | 12.1 (53.8)              | 6.3 (43.3)               | 3.1 (37.6)               | 11.4 (52.5)              |
| 平均低温 °C（°F）        | −1.4 (29.5)              | −0.7 (30.7)              | 2.1 (35.8)               | 5.1 (41.2)               | 9.7 (49.5)               | 12.8 (55.0)              | 14.7 (58.5)              | 14.2 (57.6)              | 11 (52)                  | 7.4 (45.3)               | 2.5 (36.5)               | −0.2 (31.6)              | 6.4 (43.5)               |
| 历史最低温 °C（°F）      | −19 (−2)                 | −14.4 (6.1)              | −10.3 (13.5)             | −4.6 (23.7)              | −1.4 (29.5)              | 1.3 (34.3)               | 5.4 (41.7)               | 1.4 (34.5)               | 1 (34)                   | −4.3 (24.3)              | −10.8 (12.6)             | −13.5 (7.7)              | −19 (−2)                 |
| 平均降水量 mm（）        | 102.6 (4.04)             | 91.5 (3.60)              | 100 (3.9)                | 92.2 (3.63)              | 104.2 (4.10)             | 94.8 (3.73)              | 86.6 (3.41)              | 91.7 (3.61)              | 111.8 (4.40)             | 122.6 (4.83)             | 105 (4.1)                | 118 (4.6)                | 1,221 (48.1)             |
| 月均日照時數             | 77.7                     | 104.4                    | 156.7                    | 172.8                    | 202.5                    | 234                      | 260.1                    | 232.5                    | 176.3                    | 121.4                    | 71.2                     | 60.6                     | 1,870.2                  |
| 来源：infoclimat.fr      |                          |                          |                          |                          |                          |                          |                          |                          |                          |                          |                          |                          |                          |

## 行政区划

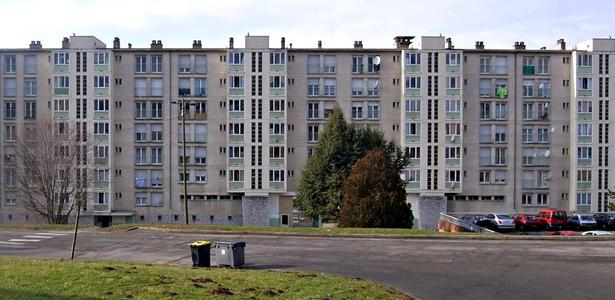
艾克斯莱班境内的集中式居民区

艾克斯莱班是法国奥弗涅-罗讷-阿尔卑斯大区萨瓦省的一个市镇，编号为73008。艾克斯莱班隶属于尚贝里区，隶属于萨瓦省第一选区，管理艾克斯莱班第一县和第二县，同时也是大湖城市圈公共社区的办公驻地。
艾克斯莱班市镇被划为11个街区。
法国国家统计与经济研究所（简称）在进行数据统计时，将包括艾克斯莱班在内的周边共84个市镇划为尚贝里城市区。同时，还将艾克斯莱班市镇分为了11个“块区”（IRIS），以便于统计人口分布情况。

## 交通

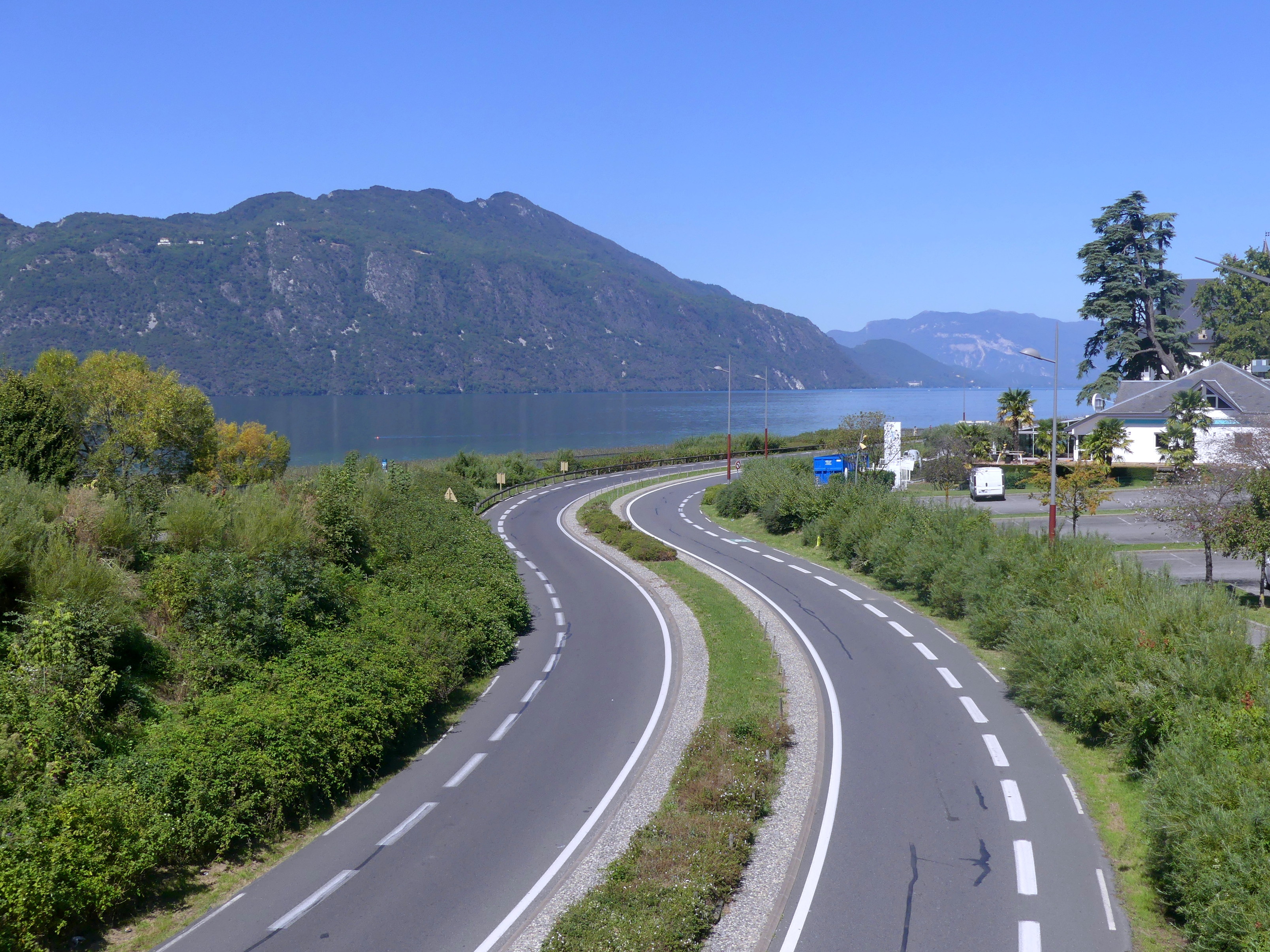
艾克斯莱班附近的一条公路

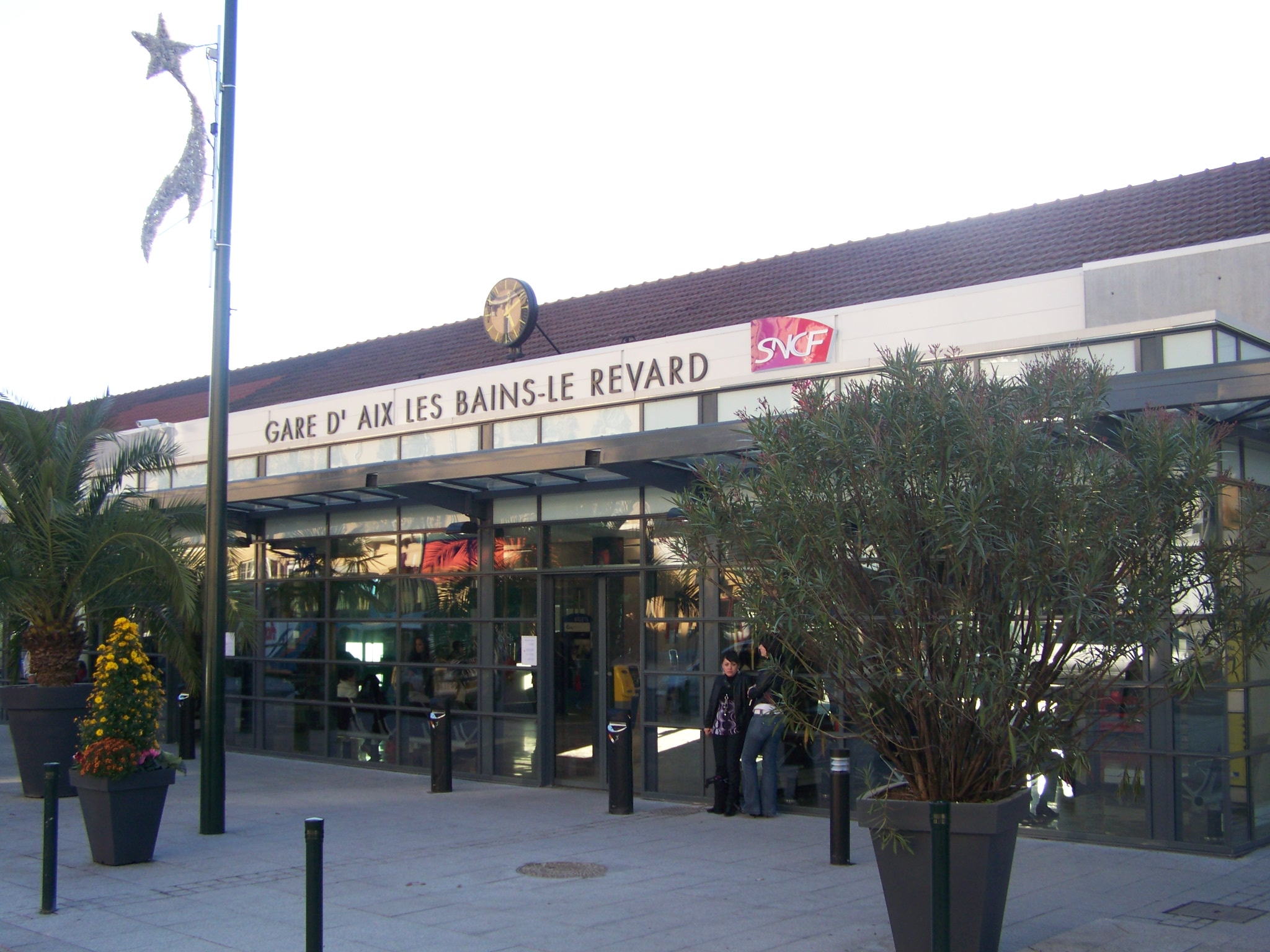
艾克斯莱班-勒勒瓦尔火车站

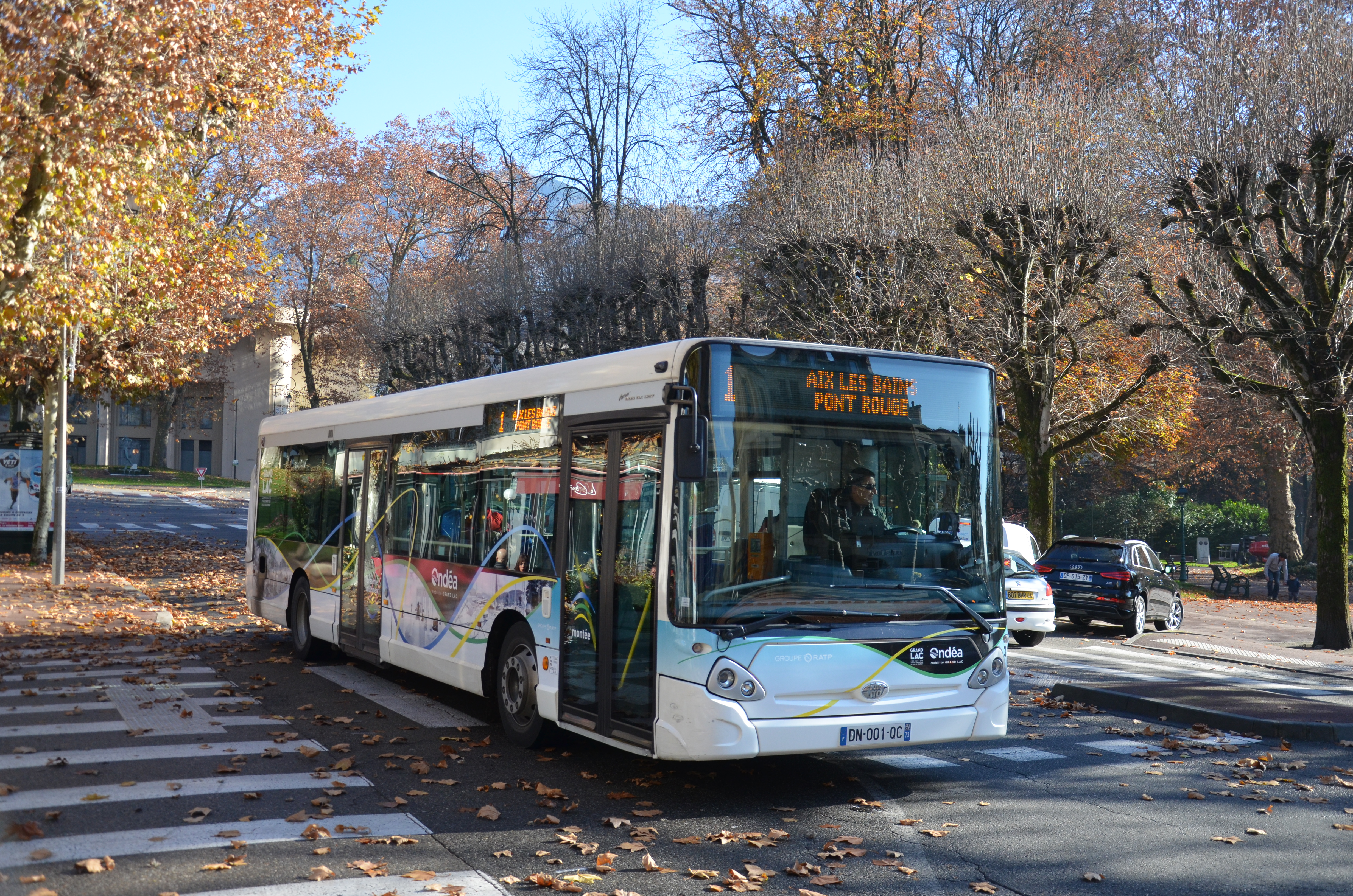
艾克斯莱班的一辆公共汽车

### 公路
法国A41高速公路经过艾克斯莱班市区东部，并通过两处出入口与可连接市区。此外多条萨瓦省省道在艾克斯莱班境内交汇。
奥弗涅-罗讷-阿尔卑斯大区下属的萨瓦省城际客运提供巴士线路，可前往昂特勒拉克、勒沙特拉尔、新阿永以及拉费克拉。
2017年，61.9%的艾克斯莱班家庭拥有至少一辆的私人汽车。2018年，艾克斯莱班境内共发生各类交通事故10起，造成11人受伤。

### 铁路
艾克斯莱班位于屈洛兹－莫达讷和艾克斯莱班－阿讷马斯两条地方干线铁路的交汇处。艾克斯莱班-勒勒瓦尔站位于市区中西部，是一个区域性的铁路枢纽，开行多条线路的列车：
- 巴黎—马孔或布雷斯地区布尔格—艾克斯莱班—阿讷西（高速列车，每天往返7班）
- 巴黎—艾克斯莱班—尚贝里—都灵（法语：Gare de Turin-Porta-Susa）—米兰（高速列车，每天往返1班）
- 巴黎—艾克斯莱班—尚贝里—圣莫里斯堡或莫达讷（高速列车，节假日及冬季开行）
- 里昂—艾克斯莱班—尚贝里—圣莫里斯堡或莫达讷（区域列车，尚贝里以远仅周末、节假日及冬季开行）
- 日内瓦—贝勒加德—艾克斯莱班—尚贝里—格勒诺布尔—瓦朗斯高铁站—瓦朗斯（区域列车，每天往返6班）
- 阿讷西—艾克斯莱班—尚贝里—格勒诺布尔—瓦朗斯高铁站—瓦朗斯（区域列车，每天往返15班）
- 屈洛兹—艾克斯莱班—尚贝里（站站乐区域列车，每天往返8班）

### 航空
距离艾克斯莱班最近的民用航空站为尚贝里萨瓦勃朗峰机场，该机场距离艾克斯莱班市中心的公路里程约8公里，开行前往伦敦、阿姆斯特丹、莫斯科等地的季节性航班。艾克斯莱班距离里昂机场和日内瓦机场的公路里程分别为94公里和73公里。

### 城市公共交通
艾克斯莱班城市公共交通（商业名称为）是当地的城市公共交通系统。截至2021年1月，该系统共包括25公交线路，其中3条为市区主干线路，路网覆盖了艾克斯莱班市区内的主要街道和居民区。

## 政治

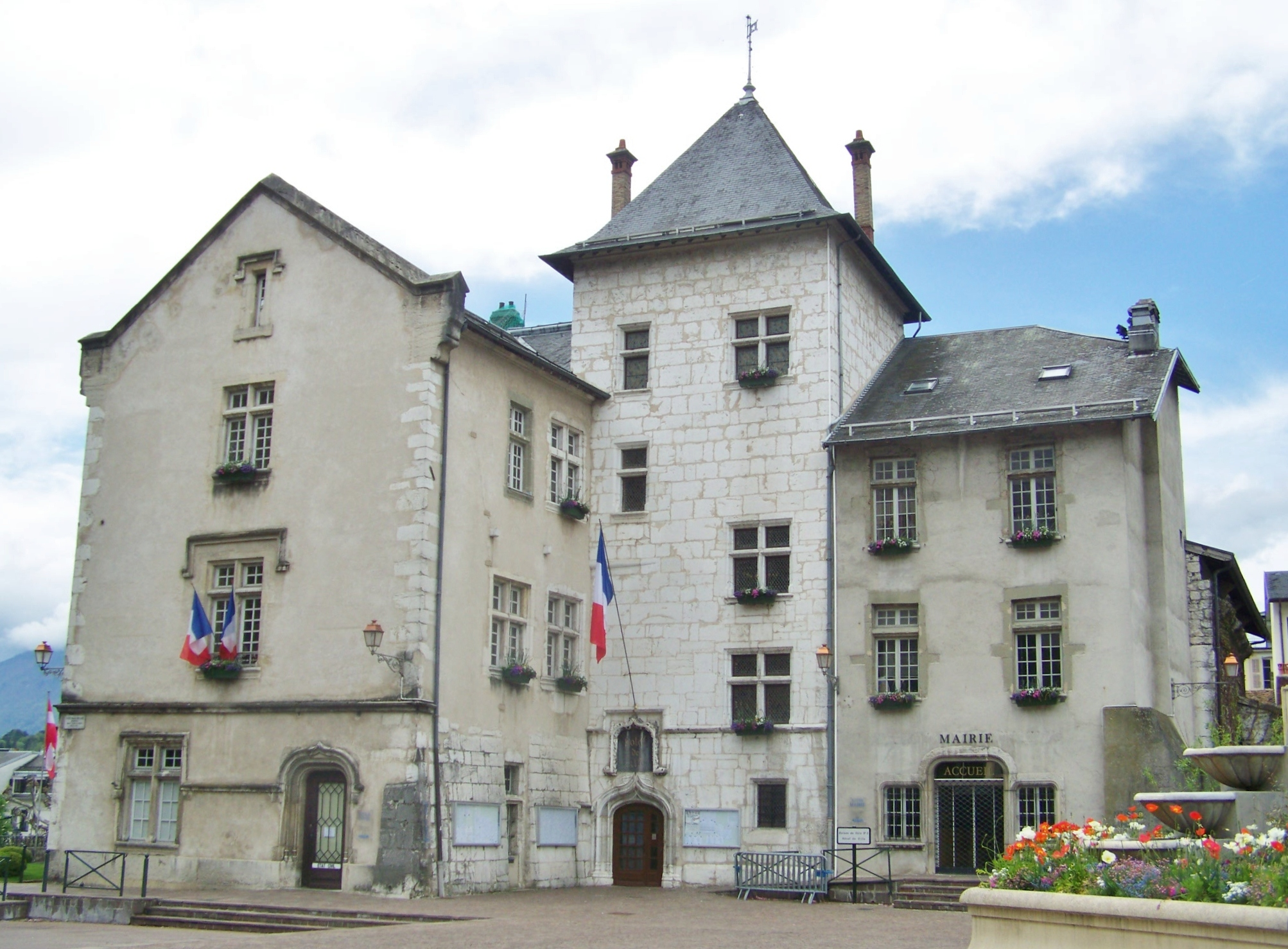
艾克斯莱班市政厅

艾克斯莱班的现任市长为雷诺·贝雷蒂先生（Renaud Beretti），他是共和党的一名成员，在2020年的市政选举中获得了54.69%的支持率。
在2017年的法国总统大选中，法国第25任总统埃马纽埃尔·马克龙在艾克斯莱班获得了68.94%的支持率。
| 艾克斯莱班历届市长 |                 |                           |
| 任期               | 市长            | 党派                      |
| 1944年－1947年     | 卡利斯特·迪西   | 無黨籍                    |
| 1947年－1953年     | 保罗·迪叙埃尔   | 不详                      |
| 1953年－1955年     | 罗贝尔·巴里耶   | 不详                      |
| 1955年－1963年     | 吕西安·斯皮谢尔 | 無黨籍                    |
| 1963年－1969年     | 爱德华·多尔热   | 無黨籍                    |
| 1969年－1985年     | 安德烈·格罗让   | RPR保衛共和聯盟           |
| 1985年－1995年     | 格拉蒂安·费拉里 | UDF法国民主联盟           |
| 1995年－2001年     | 安德烈·格罗让   | RPR保衛共和聯盟           |
| 2001年－2018年     | 多米尼克·多尔   | UMP人民运动联盟 →LR共和黨 |
| 2018年－           | 雷诺·贝雷蒂     | LR共和黨                  |

## 人口
2017年，艾克斯莱班市镇人口数量为29,794，在法国排名第278位。其中男性13,742人，女性16,052人，75岁及以上人口占13.0%，外籍人口数量为6,449人，人口密度为2,361人/平方公里，当地居民被称为（男性）或（女性）。2018年，艾克斯莱班境内出生331人，死亡人口373人。
| 年份   | 1936   | 1946   | 1954   | 1962   | 1968   | 1975   | 1982   | 1990   | 1999   | 2006   | 2011   | 2016   | 2018   |
| ------ | ------ | ------ | ------ | ------ | ------ | ------ | ------ | ------ | ------ | ------ | ------ | ------ | ------ |
| 人口數 | 12,889 | 14,556 | 15,680 | 18,132 | 20,627 | 22,210 | 23,451 | 24,683 | 25,782 | 27,375 | 28,585 | 29,799 | 29,993 |

## 经济

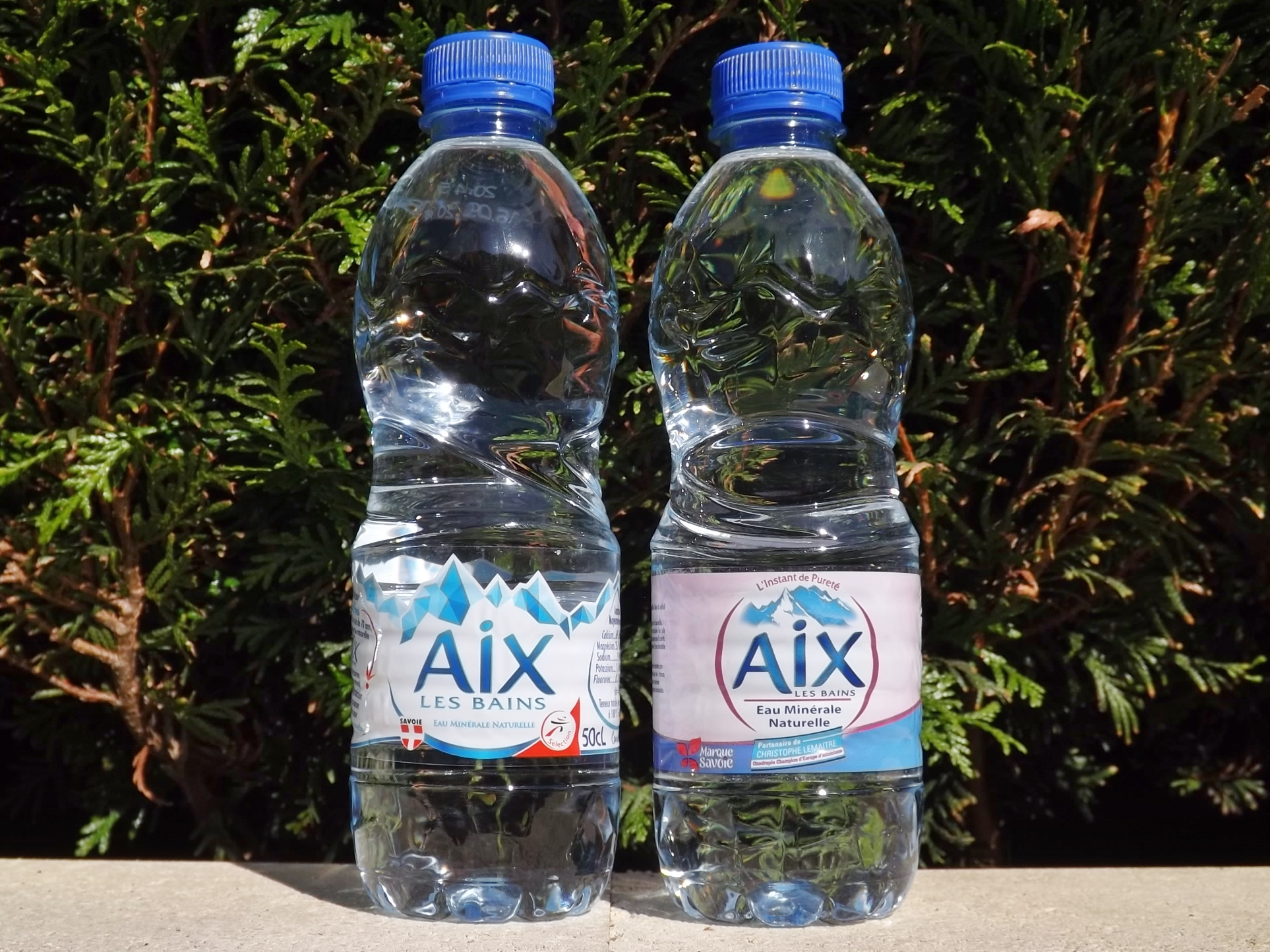
以“艾克斯”命名的矿泉水

艾克斯莱班是一个区域性的中心城市，当地共有各类用人单位5,281家，平均历史为15年，其中98.46%为中小型企业（PME）。莱昂·格罗斯（建筑）、（汽车零件）及（冷藏食品销售）是当地2019年营业额最高的三个企业，分别为701,461,791欧元、116,537,145欧元和36,096,650欧元。以“艾克斯”命名的矿泉水是当地的代表性地理产品。

## 财政收入
2019年，艾克斯莱班的财政收入总额为46,979,000欧元，财政支出总额为43,289,700欧元，当年的债务总额为34,178,600欧元。
2015年，艾克斯莱班的人均月收入总额为2,448欧元，其中高级职员为4,426欧元，中级职员为2,529欧元，普通职员为1,843欧元。
2017年，艾克斯莱班境内的青壮年（15至64岁）失业率为13.3%，当地56.8%的家庭拥有纳税资格。

## 社会事务

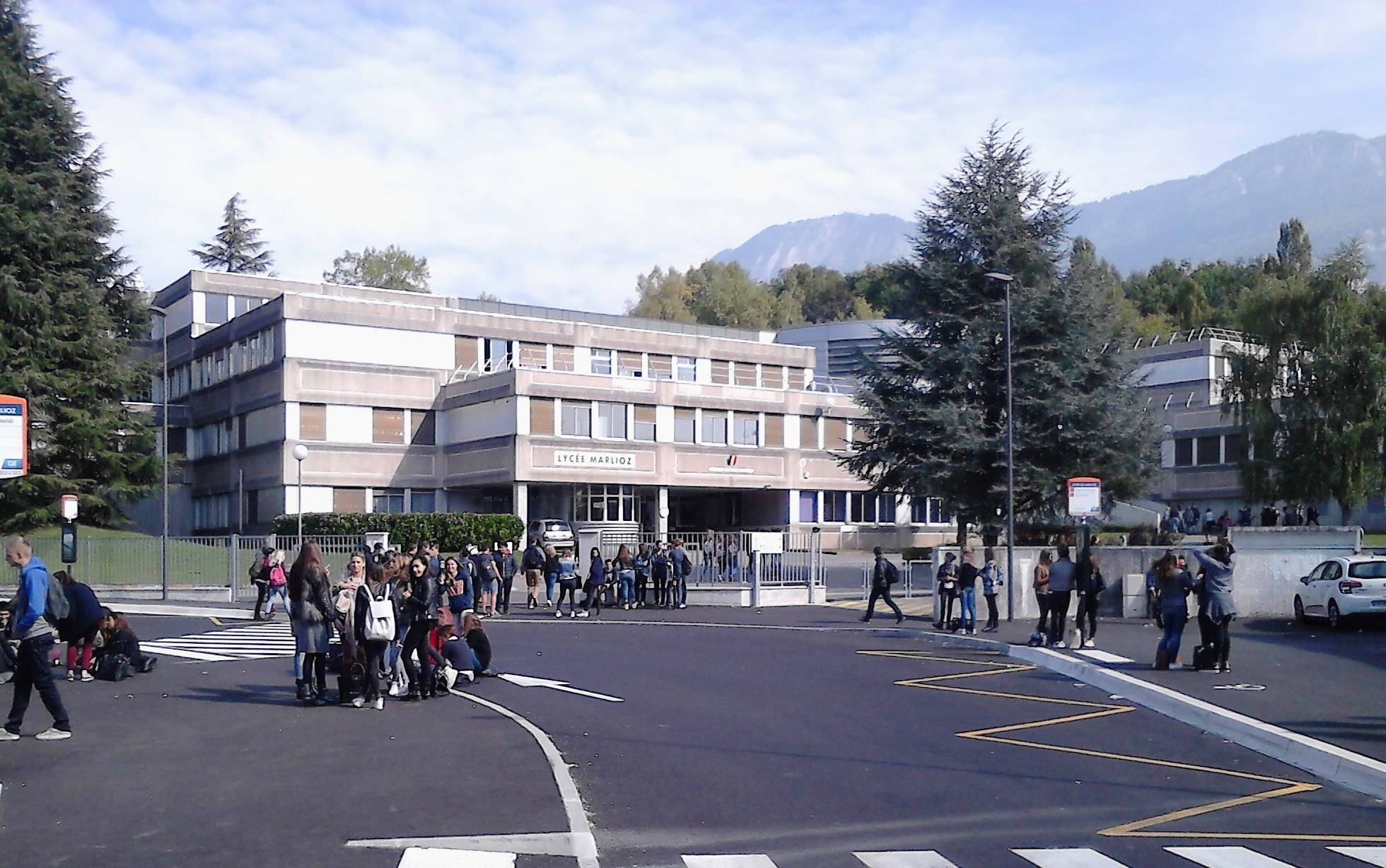
艾克斯莱班境内的一处高级中学

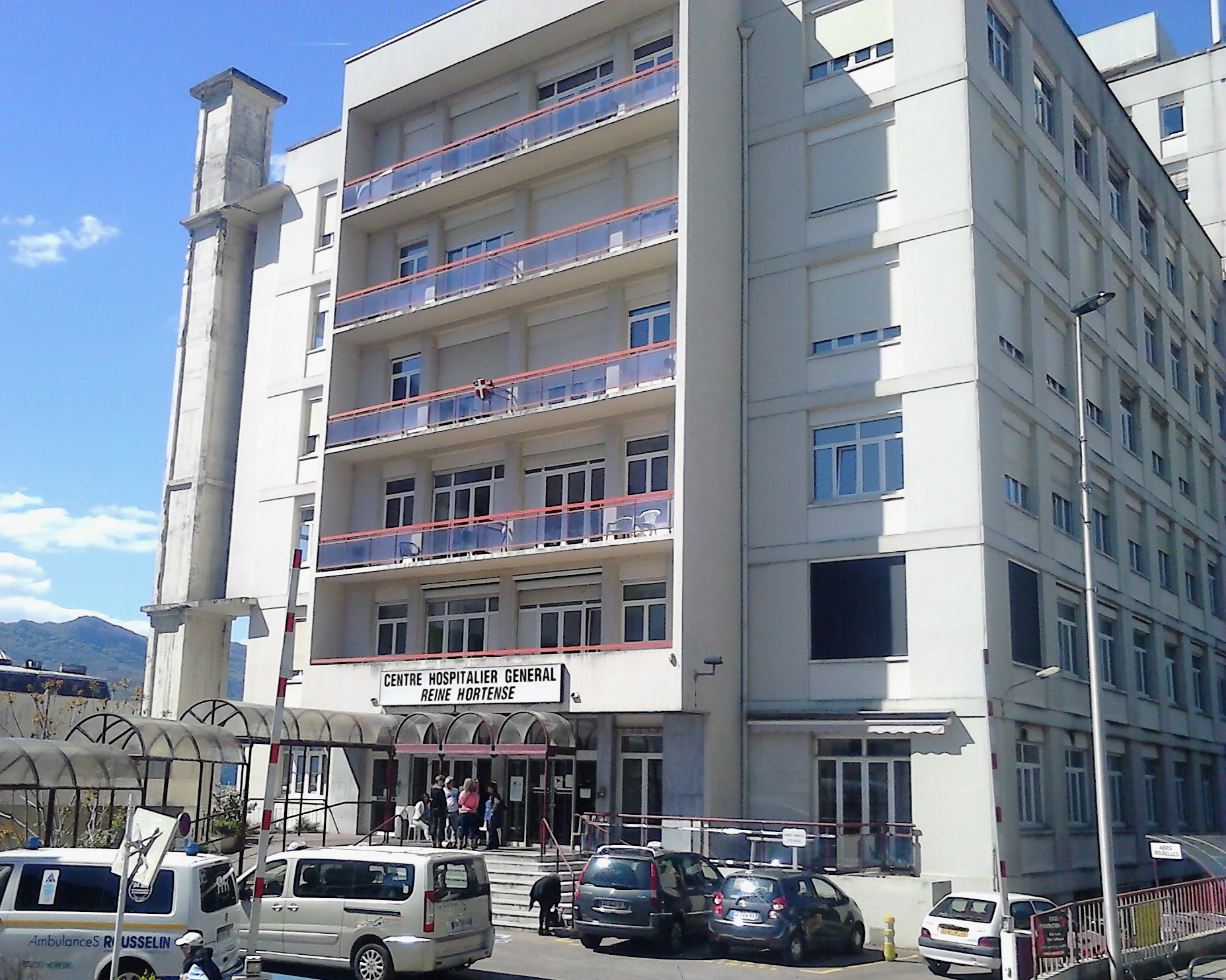
艾克斯莱班中心医院的主楼

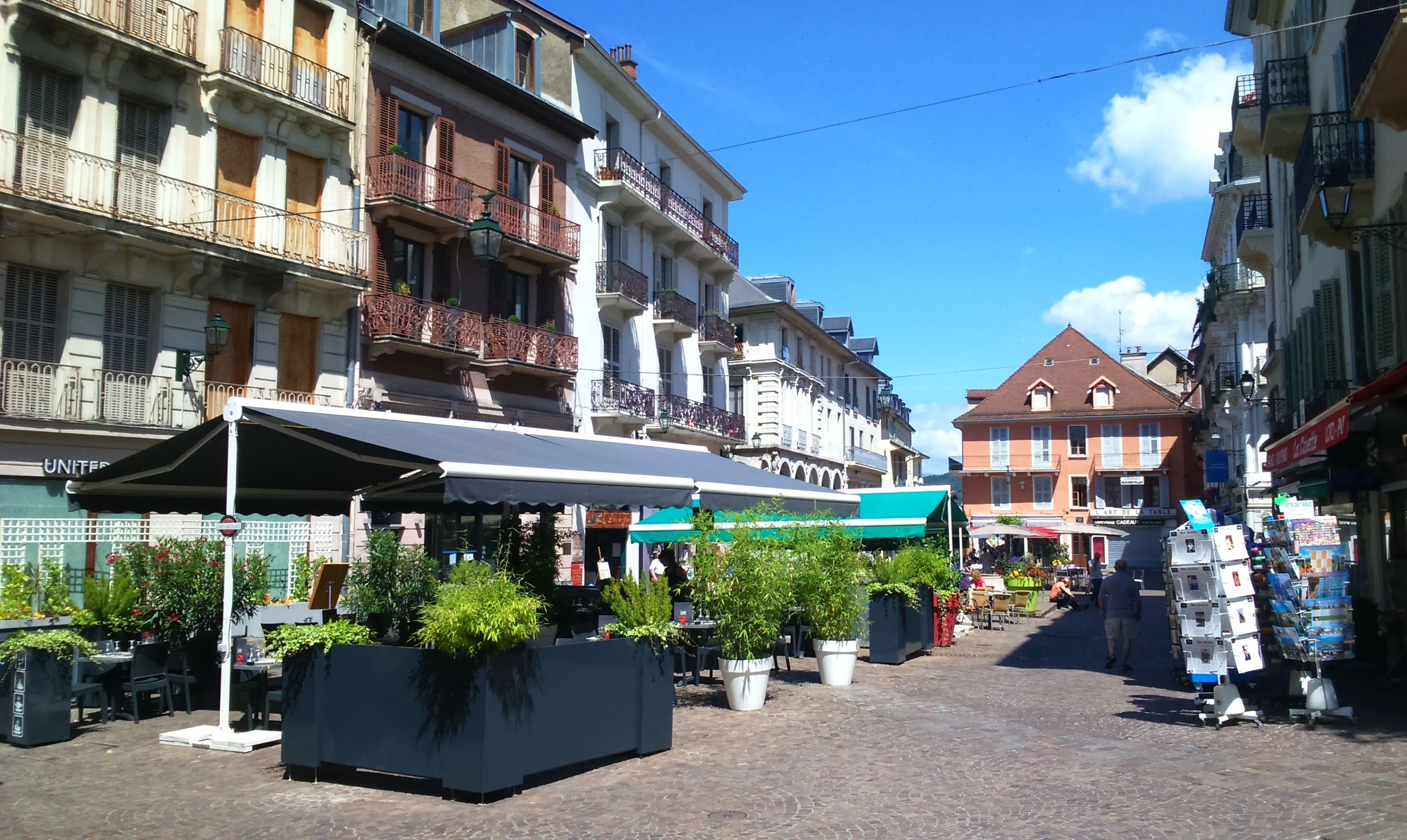
艾克斯莱班市中心的商业街

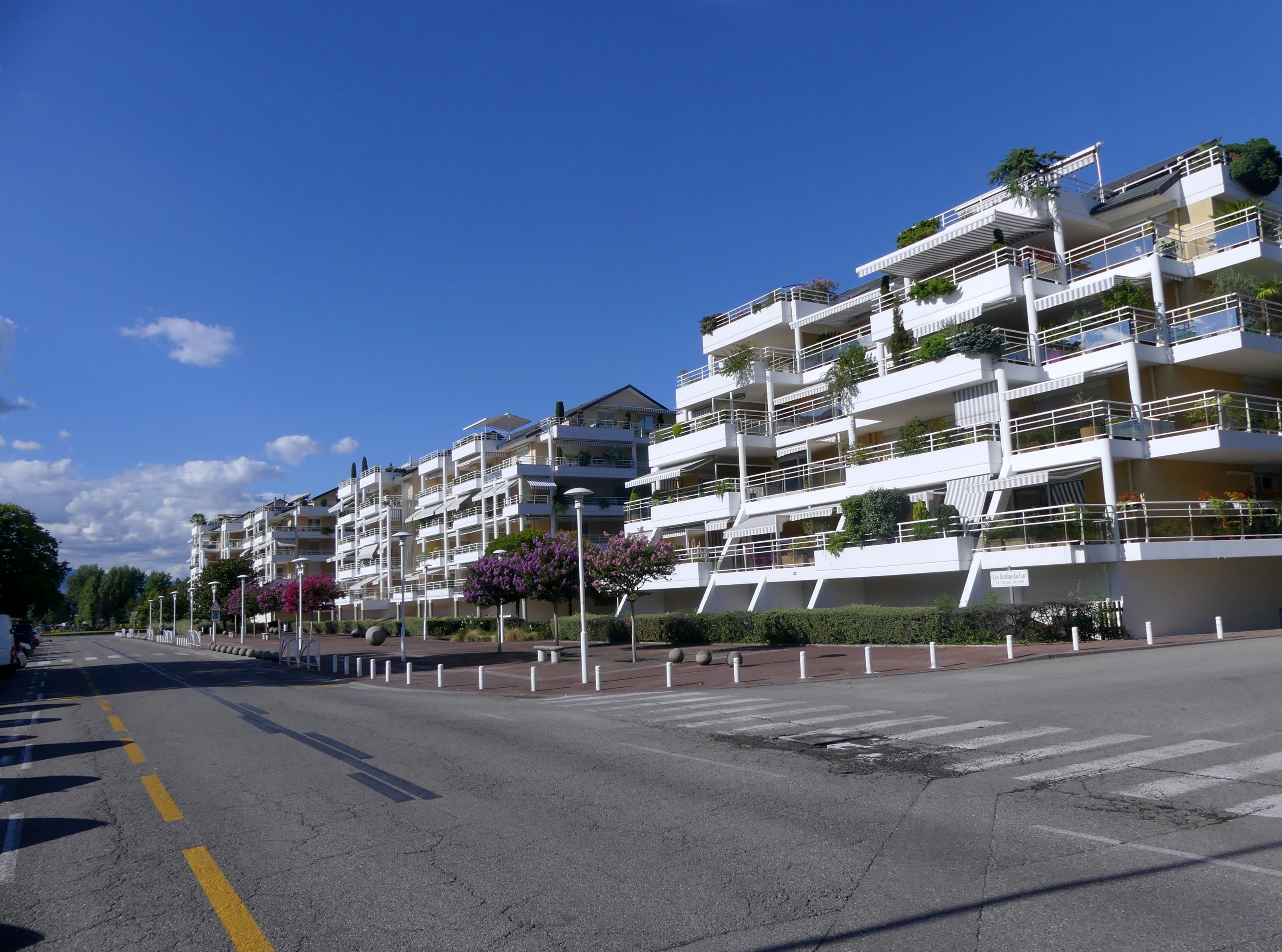
湖滨现代建筑

### 教育
艾克斯莱班属于格勒诺布尔学区。截止2019年1月1日，艾克斯莱班境内共有6所幼儿园、10所小学、5所初级中学和4所普通高中。2018至2019学年度，艾克斯莱班境内共有在校中等教育阶段学生3,504名。

### 医疗
截止2019年1月1日，艾克斯莱班境内共有全科医生42名、保健师53名、牙医31名、护士58名、耳科医生4名、眼科医生10名、皮肤科医生2名、助产士5名、儿科医生3名和妇科医生3名。境内共有药房13家、养老院5家、残疾人帮扶中心6家。
艾克斯莱班为“萨瓦都会中心医院”（Centre hospitalier Métropole Savoie）的服务范围，后者是法国的一个区域性医疗机构，其艾克斯莱班病区设有床位162个，是当地规模最大的公立综合性医院。

### 住房
2017年，艾克斯莱班境内共有各类住房20,317套，其中22.4%为独立式居民区，76.4%为集中式居民区。常住房屋占艾克斯莱班市镇范围内居民建筑总量的76.2%。

### 商业
2019年，艾克斯莱班境内共有各类实体商铺926家，其中餐厅157家、大型超市5家、杂货店11家、面包房26家、肉铺15家、书店13家、装饰品店2家、银行门店15家、美容美发店68家、汽车维修店26家。市区东北部建有大型开放式商业街区。

### 体育
2019年，艾克斯莱班境内共有6家游泳池、6间体育馆、3座综合体育场、19处网球场、2处马术场、3处足球或橄榄球场、6处篮球或排球场以及1处高尔夫球场。
艾克斯足球俱乐部（Aix F.C.）是当地的一支足球队，2020至2021赛季参加奥弗涅-罗讷-阿尔卑斯大区足球联赛，其主场雅克·福雷斯捷體育場可容纳近千名观众。
艾克斯-莫里耶讷-萨瓦篮球俱乐部是当地的一支篮球队，成立于2005年，2020至2021赛季参加法国全国篮球乙级联赛。
萨瓦地区艾克斯手球俱乐部成立于1964年，2020至2021赛季参加法国全国手球乙组联赛（法丁）。
除此之外，艾克斯莱班还有帆船队以及橄榄球俱乐部。

### 环境
艾克斯莱班的环境事务由其所属的公共社区负责。2019年，艾克斯莱班境内共有3家污染企业。

### 治安
2019年，艾克斯莱班市镇范围内共有1处派出所和1处宪兵队。
2014年，艾克斯莱班及附近地区共发生各类案件1,636起，其中盗窃类案件1,146起，经济类案件123起，毒品交易类案件66起。

## 文化
2019年，艾克斯莱班境内共有2家电影院、2家博物馆和1家音乐厅。艾克斯莱班市政府提供多媒体中心，向公众全年开放。

### 建筑
艾克斯莱班境内有多处法国国家文物保护单位，其中康帕尼斯门、艾克斯莱班大酒店、艾克斯莱班圣母教堂等为当地的代表性建筑物。

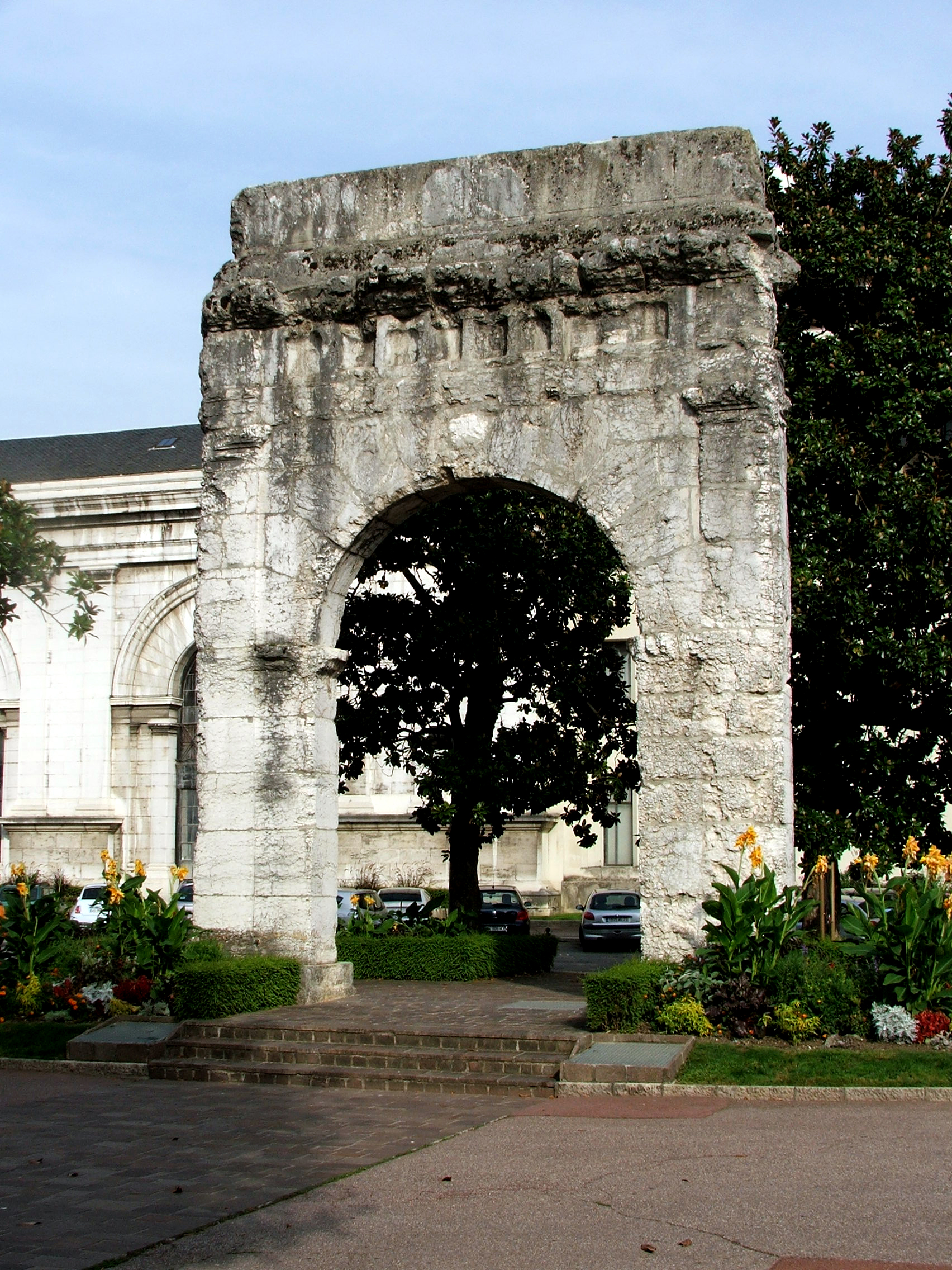
康帕尼斯门（法语：Arc de Campanus）
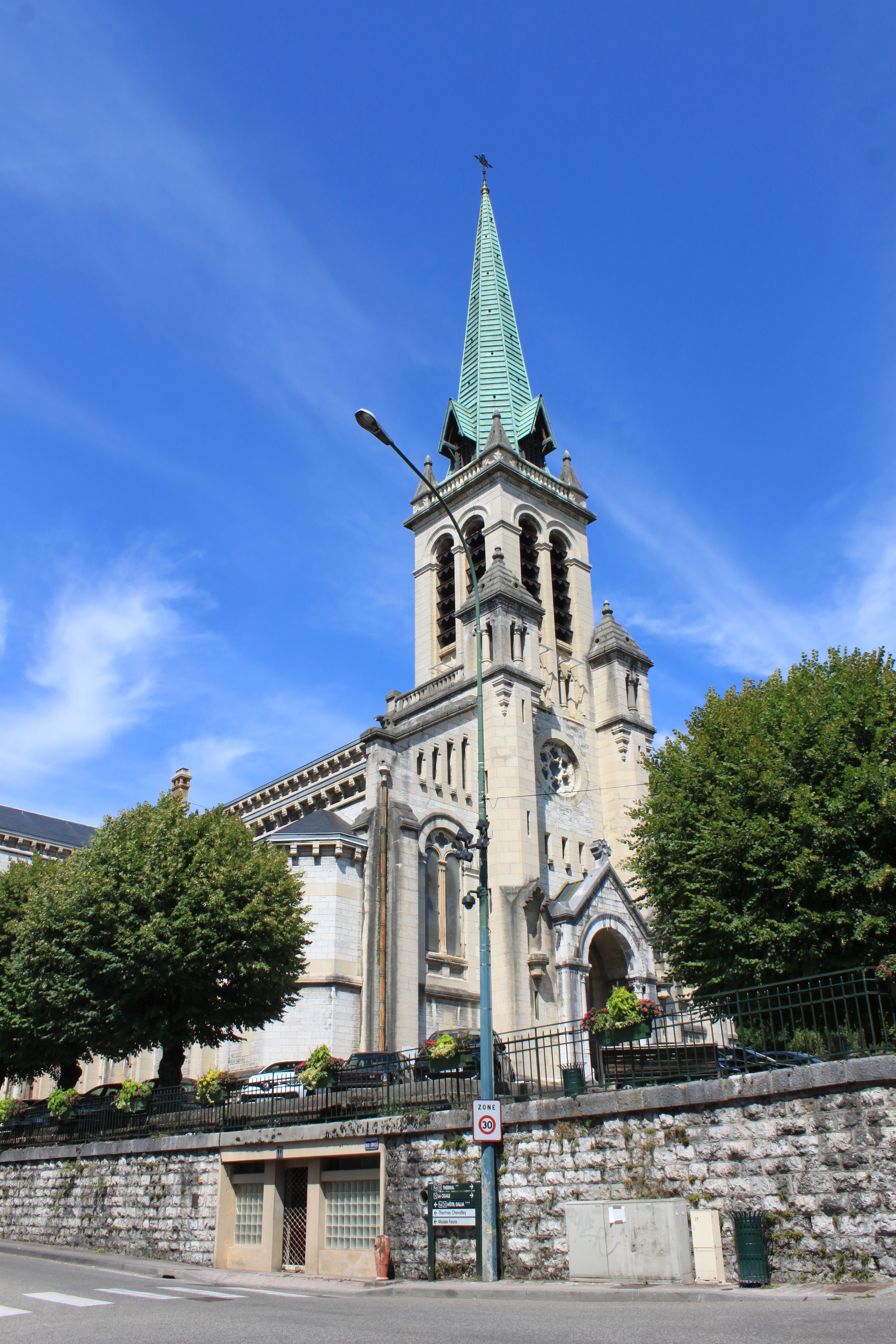
圣母教堂（法语：Église Notre-Dame d'Aix-les-Bains）
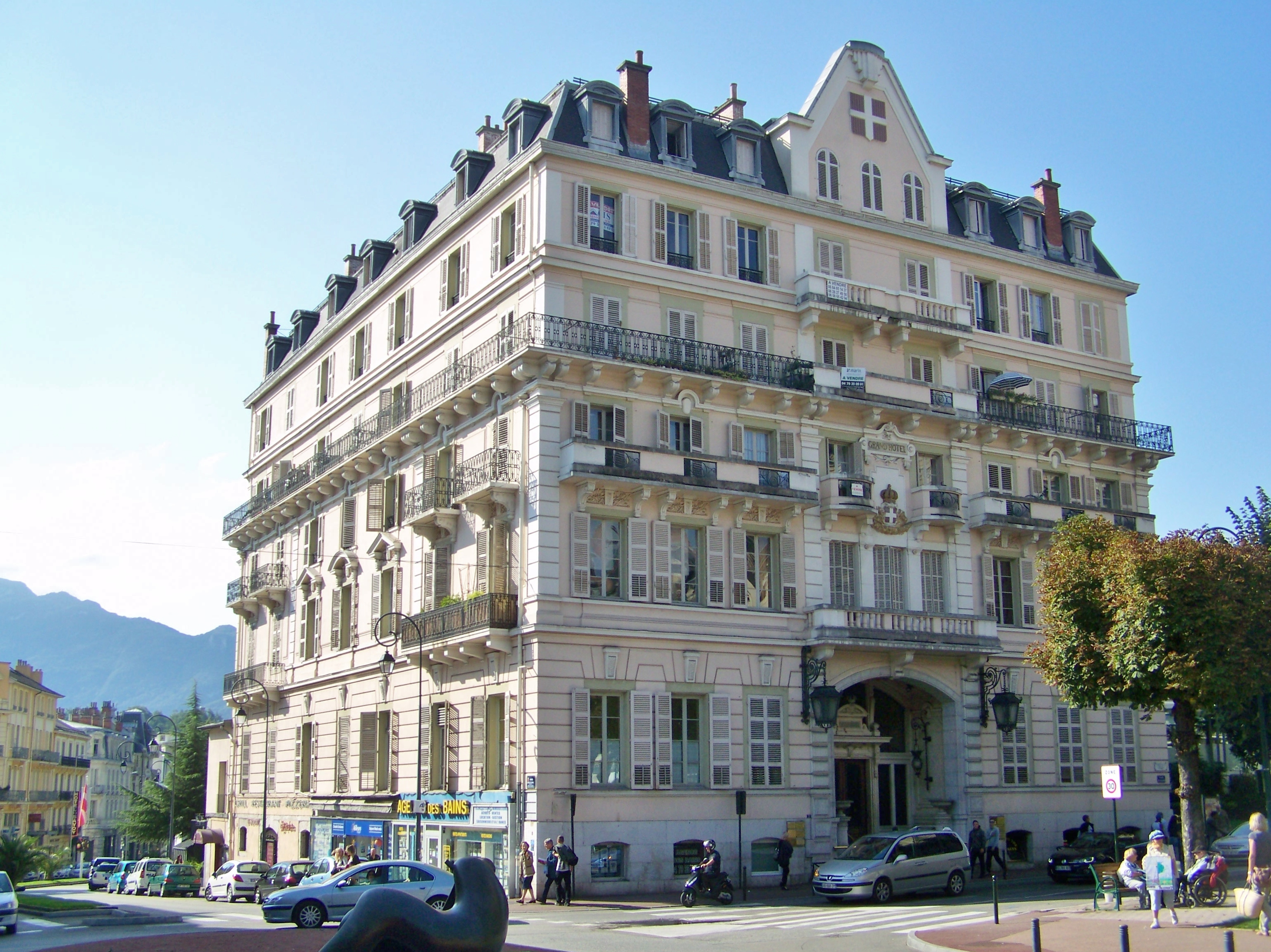
艾克斯莱班大酒店（法语：Grand Hôtel (Aix-les-Bains)）
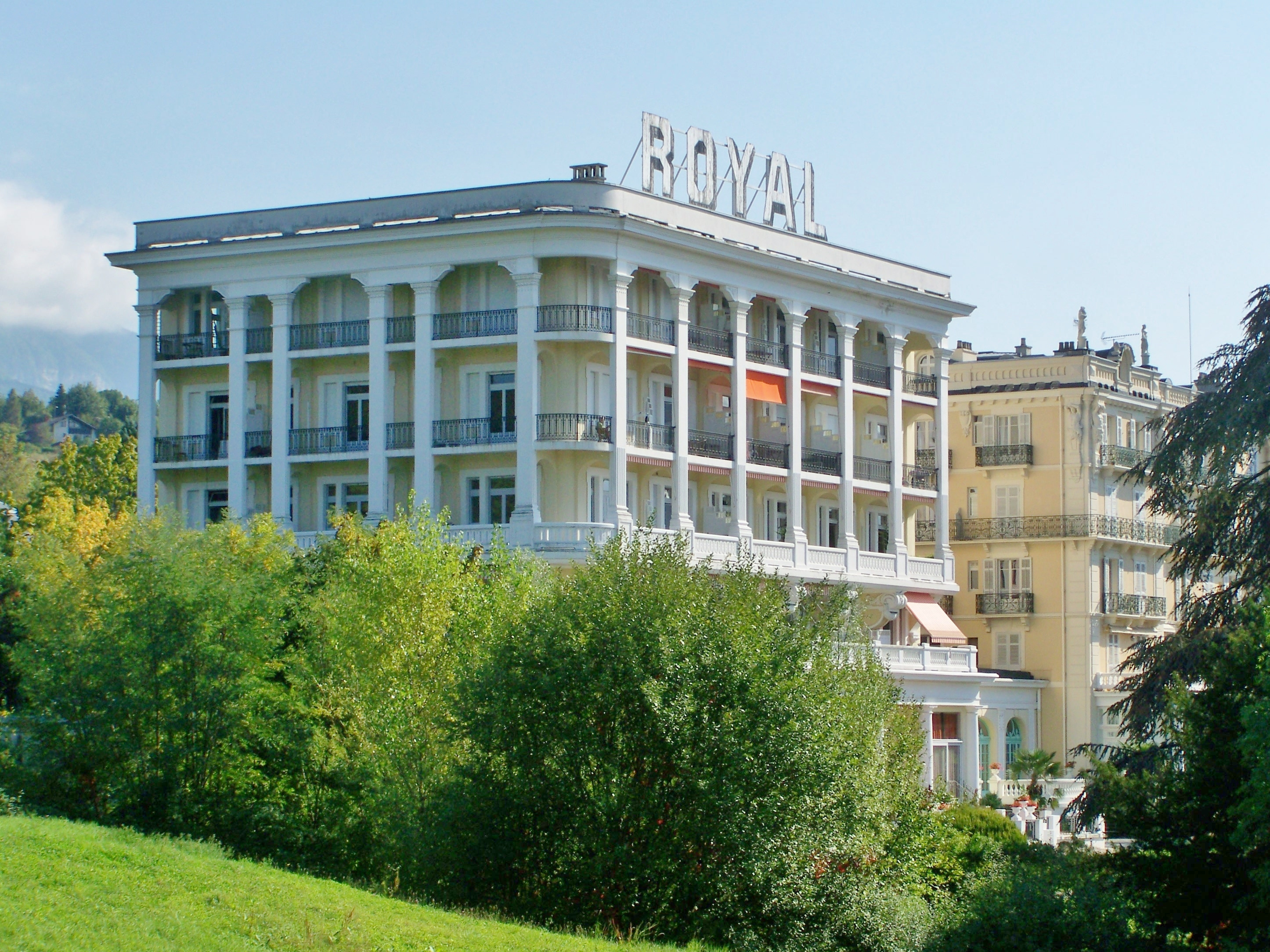
皇家酒店（法语：Hôtel Royal (Aix-les-Bains)）
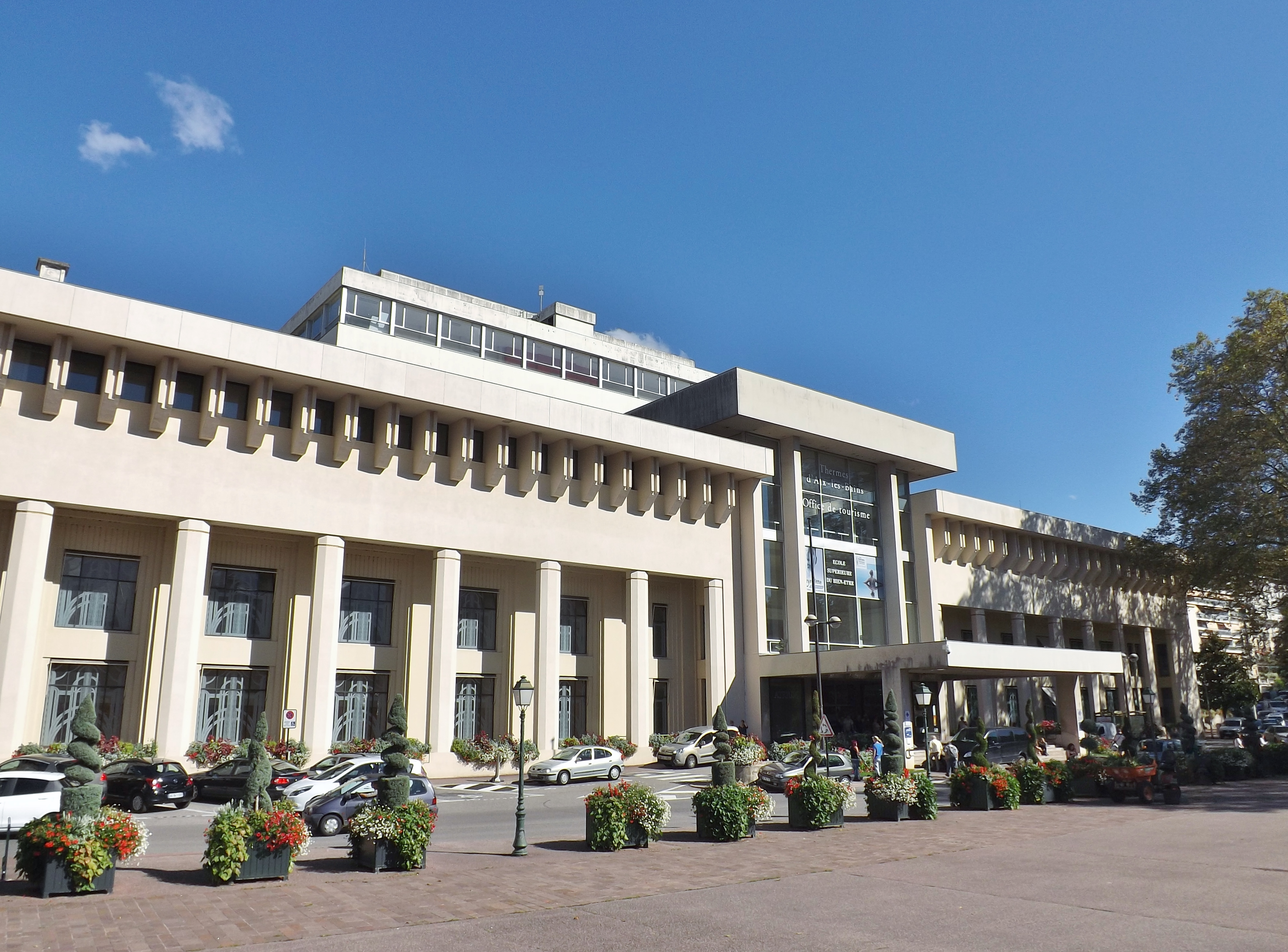
国立温泉（法语：Thermes nationaux d'Aix-les-Bains）
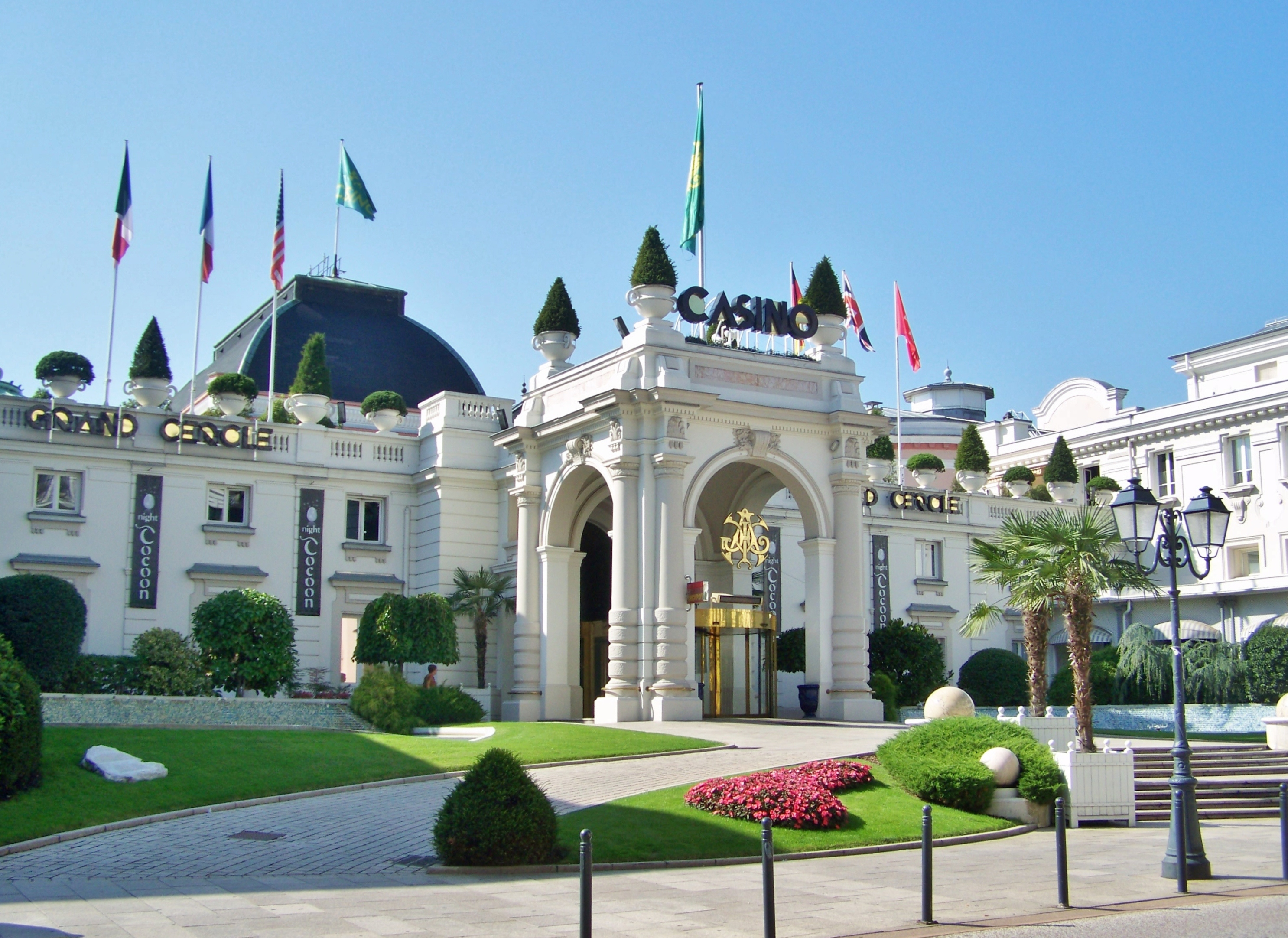
萨瓦宫赌场

### 旅游
艾克斯莱班的旅游事务由其所属的公共社区负责，温泉水疗和湖滨漫步是当地主要的旅游项目。2020年，艾克斯莱班境内共有30家宾馆共计1,092间房间；另有2个露营地，可容纳共184辆露营车。

### 媒体
法国主要的媒体均可在艾克斯莱班接收，法国电视三台下属的奥弗涅-罗讷-阿尔卑斯大区频道在部分时段播出艾克斯莱班所属区域的地方新闻。

## 相关人物
法国城市规划设计师让-克洛德·尼古拉·弗雷斯蒂耶、佛教人物馬蒂厄·里卡爾、地方艺术家阿兰·索拉尔、女主播洛朗斯·费拉里、足球教练埃尔韦·勒纳尔和赛车手索埃伊·阿雅里出生于艾克斯莱班。

## 友好城市
截至2021年2月，艾克斯莱班共与三座城市互为友好城市关系：
- 義大利 米莱纳
- 中华人民共和国 张家界市
- 摩洛哥 穆雷雅各